# Waalse Pijl 1942
De zesde editie van de Belgische wielerwedstrijd de Waalse Pijl werd gehouden op zondag 19 juli 1942. Het parcours had een lengte van 208 kilometer. Aan de start in Bergen verschenen veertig renners. Dit was het laagste aantal van alle edities. De finish lag voor het eerst in Marcinelle.  

## Koersverloop
De 24-jarige Belgische wielrenner Karel Thijs behaalde zijn eerste grote overwinning. Hij behoorde tot een kopgroep van vijf renners die op zo’n vijftig kilometer voor het einde was ontstaan. Daarvoor was de wedstrijd door de Ardennen vrij rustig verlopen met weinig strijdlust.
De kopgroep bleef tot de eindstreep bij elkaar. Daar toonde Thijs zich de snelste. Zijn landgenoot Frans Bonduel finishte als tweede en Jacques Geus legde, evenals in 1941, beslag op de derde plaats.
Naast achttien Belgische renners bereikte ook de Nederlander Jef Dominicus de finish. Hij eindigde met 23 minuten achterstand op de negentiende en laatste plaats.
| Waalse Pijl 1942 |                    |                    |          |
| Plaats           | Naam               | Ploeg              | Tijd     |
| Winnaar          | Karel Thijs        | Dilecta-Wolber     | 5u50'00" |
| 2                | Frans Bonduel      | Dilecta-Wolber     | z.t.     |
| 3                | Jacques Geus       | Génial-Lucifer     | z.t.     |
| 4                | René Adriaenssens  | Helyett-Hutchinson | z.t.     |
| 5                | Albert Ritserveldt | Dilecta-Wolber     | z.t.     |
| 6                | François Neuville  | Helyett-Hutchinson | + 2'00"  |
| 7                | August Janssens    | Helyett-Hutchinson | + 2'15"  |
| 8                | Jef Moerenhout     | Dilecta-Wolber     | z.t.     |
| 9                | Edward Van Dijck   | Helyett-Hutchinson | + 3'00"  |
| 10               | Camille Muls       | Alcyon-Dunlop      | + 4'00"  |
|                  |                    |                    |          |
| 19               | Jef Dominicus      | individueel        | + 23'00" |

1936 · 1937 · 1938 · 1939 · 1940 · 1941 · 1942 · 1943 · 1944 · 1945 · 1946 · 1947 · 1948 · 1949 · 1950 · 1951 · 1952 · 1953 · 1954 · 1955 · 1956 · 1957 · 1958 · 1959 · 1960 · 1961 · 1962 · 1963 · 1964 · 1965 · 1966 · 1967 · 1968 · 1969 · 1970 · 1971 · 1972 · 1973 · 1974 · 1975 · 1976 · 1977 · 1978 · 1979 · 1980 · 1981 · 1982 · 1983 · 1984 · 1985 · 1986 · 1987 · 1988 · 1989 · 1990 · 1991 · 1992 · 1993 · 1994 · 1995 · 1996 · 1997 · 1998 · 1999 · 2000 · 2001 · 2002 · 2003 · 2004 · 2005 · 2006 · 2007 · 2008 · 2009 · 2010 · 2011 · 2012 · 2013 · 2014 · 2015 · 2016 · 2017 · 2018 · 2019 · 2020 · 2021 · 2022 · 2023 · 2024 · 2025 · 2026
Lijst van beklimmingen